# Karima Baloch
Karima Baloch (nascida em 8 de março de 1983  - falecida em 20/22 de dezembro de 2020), também conhecida como Karima Mehrab (کریمہ محراب ), foi um ativista de direitos humanos da etnia Baloch e uma dissidente. Ela fez campanha pela independência do Baluchistão do Paquistão e foi incluída na lista da BBC das 100 mulheres mais inspiradoras e influentes de 2016.

## Carreira de ativista
Karima Baloch começou sua carreira como ativista de direitos humanos e independência em 2005, quando participou de um protesto em Turbat contra os desaparecimentos forçados na província paquistanesa do Baluchistão, onde carregava uma foto de um de seus parentes desaparecidos. Ela ingressou na Baloch Students Organization (BSO), em 2006, atuando em vários cargos diferentes e, eventualmente, tornando-se presidente da organização em 2015. Durante esses anos, Karima Baloch viajou por todo o Baluchistão, organizando programas de divulgação, como protestos e comícios. Um artigo da OZY de 2014 sobre ela afirma: "Em Islamabade, capital do Paquistão, Karima é vista como uma perigosa atriz política e uma ameaça à segurança da nação. Enquanto isso, mil quilômetros a sudoeste, no interior do Baluchistão, ela é uma heroína local e um farol de esperança."
Em uma entrevista de 2014, ela disse,

Para nós, a luta pacífica se transformou-se num veneno letal. Durante os três anos anteriores, muitos de nossos membros foram brutalmente mortos e milhares foram sequestrados. Dois meses atrás, o presidente da minha organização foi sequestrado bem na minha frente. Antes disso, em 2009, o vice-presidente da nossa organização, Zakir Majeed, foi sequestrado pelos serviços secretos enquanto participava de uma procissão lotada. Ele ainda está desaparecido. (...) O laço foi apertado nos nossos pescoços. (...)

## Exílio do Paquistão
Em 2015, Karima Baloch foi para o exílio autoimposto depois que acusações de terrorismo foram feitas contra ela pelo estado paquistanês, com sua irmã mais nova, Mahganj Baloch, afirmando que: "Ela não foi para o exterior porque queria, mas porque ... ativismo aberto no Paquistão tornou-se impossível." Um ano depois, em 2016, ela conseguiu asilo no Canadá, onde viveu até seu desaparecimento e morte, em dezembro de 2020. Em 2016, após o discurso público do primeiro-ministro indiano, Narendra Modi, no Dia da Independência da Índia, no qual ele mencionou a situação no Baluchistão paquistanês, Karima Baloch se dirigiu a ele em um vídeo e agradeceu por mencionar o assunto, afirmando: "Vamos lutar nossa própria guerra, você é apenas a nossa voz".
Karima Baloch foi incluída na lista das 100 mulheres pela BBC em 2016, onde foi identificada como uma ativista política que "faz campanha pela independência do Baluchistão do Paquistão". Karima Baloch listou Dad Shah e Hatun Bibi - ambos rebeldes Baloch que lutaram contra o Estado Imperial do Irã no Baluchistão iraniano - como as principais inspirações por trás de seu ativismo. Em 2018, ela levantou questões relacionadas à desigualdade de gênero no Paquistão no Conselho de Direitos Humanos das Nações Unidas. Ela também levantou questões relacionadas ao Baluchistão no Canadá, durante uma reunião em Toronto, onde mencionou a "ocupação" do Baluchistão pelo Paquistão.
Karima Baloch tinha dois irmãos, um irmão chamado Sameer Mehrab e uma irmã chamada Mahganj Baloch. Ela se casou com um colega ativista também da etnia Baloch, Hammal Baloch (também conhecido como Hammal Haider), em Toronto. Vários membros de sua família foram ligados à insurgência do Baluchistão no Paquistão e no Irã.

## Desaparecimento e morte

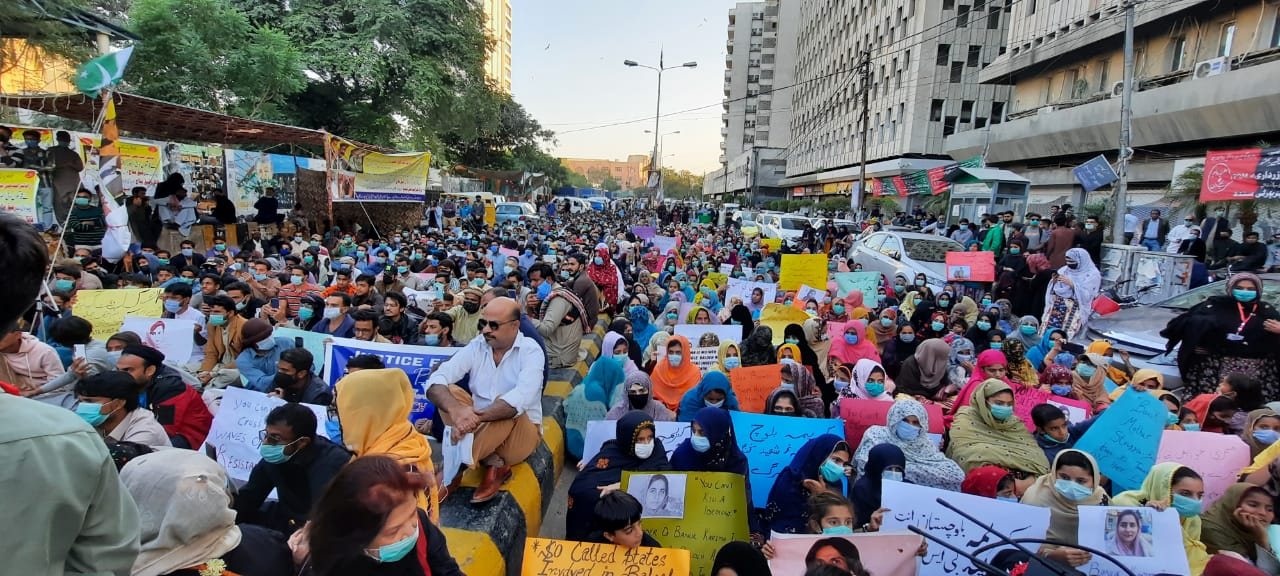
Fotografia de um protesto no Paquistão após a descoberta do corpo de Karima Baloch no Canadá. Protestos civis foram realizados em cidades de todo o Paquistão, inclusive em Lahore e Karachi.

Karima Baloch foi vista pela última vez com vida em 20 de dezembro de 2020. Em 22 de dezembro de 2020, seu cadáver foi encontrado submerso no Toronto Waterfront. O Serviço de Polícia de Toronto informou inicialmente que seu corpo foi encontrado perto do Lago Ontário, embora nenhum outro detalhe tenha sido dado. A CBC News informou que um amigo próximo e colega ativista de Karima Baloch, Lateef Johar, disse que "os policiais disseram à família dela que ela foi encontrada afogada na água". Protestos de pequena escala exigindo uma investigação sobre sua morte ocorreram no Baluchistão paquistanês e no Canadá. Grupos minoritários étnicos Baloch, Pashtun e Sindi no Canadá emitiram uma declaração conjunta a esse respeito. A polícia canadense reconheceu as preocupações em torno da morte de Karima Baloch, mas afirmou que não encontrou nenhuma evidência de crime, e concluiu que sua morte foi "não criminosa". Chris Alexander, ex-ministro canadense da Imigração, Refugiados e Cidadania, declarou em um tweet: "Todos nós que conhecemos Karima vemos as circunstâncias de sua morte como profundamente suspeitas. Não devemos deixar pedra sobre pedra até descobrir e confrontar a realidade do que aconteceu com ela." A CBC News documenta a história do ativismo de Karima Baloch e sua morte no podcast The Kill List. 